# Toppserien 2023
La Toppserien 2023 è stata la 40ª edizione della massima serie del campionato norvegese. La competizione, iniziata il 25 marzo, si è conclusa il 18 novembre 2023 col Brann, campione di Norvegia nella passata edizione, a difendere il titolo.
Il Vålerenga ha vinto il campionato per la seconda volta nella sua storia dopo il titolo conquistato nel 2020.

## Stagione

### Novità
Dalla Toppserien 2022 è stato retrocesso il Kolbotn, mentre dalla 1. divisjon 2022 è stato promosso l'Åsane, per la prima volta iscritto al campionato norvegese di vertice della categoria.

### Formula
Per quest'edizione, pur con un sostanziale rinnovamento della formula, si è mantenuta la formula a 10 squadre che è stata introdotta dalla stagione 2021, già prevista dal campionato 2020 ma rinviata a causa delle restrizioni previste per contenere la pandemia di COVID-19., tuttavia la stagione non incluse i turni di poule scudetto e salvezza, che sono stati eliminati dopo una sola stagione. Al contrario, il calendario del campionato è stato aumentato di nove partite per squadra e ogni squadra si affrontò tre volte anziché due per un totale di 27 ciascuna.
La squadra campione di Norvegia ha guadagnato il diritto di partecipare alla UEFA Women's Champions League 2024-2025 partendo dai sedicesimi di finale, mentre la seconda e la terza classificata sono state, rispettivamente, al secondo e primo turno di qualificazione della UEFA Women's Champions League 2024-2025. La penultima classificata ha affrontato la seconda classificata in 1. divisjon nello spareggio promozione-retrocessione mentre l'ultima classificata è stata retrocessa direttamente nella divisione inferiore.

## Squadre partecipanti
| Club         | Città      | Stadio                                       | Stagione precedente     |
| ------------ | ---------- | -------------------------------------------- | ----------------------- |
| Arna-Bjørnar | Arna       | Arna Idrettspark                             | 6º posto in Toppserien  |
| Åsane        | Bergen     | Åsane Arena                                  | 2º posto in 1. divisjon |
| Avaldsnes    | Avaldsnes  | Avaldsnes Idrettssenter                      | 9º posto in Toppserien  |
| Brann        | Bergen     | Stemmemyren, Brann Stadion                   | 1º posto in Toppserien  |
| LSK Kvinner  | Lillestrøm | LSK-hallen                                   | 7º posto in Toppserien  |
| Lyn          | Oslo       | Kringsjå kunstgress, Grorud Match Kunstgress | 5º posto in Toppserien  |
| Rosenborg    | Trondheim  | Koteng Arena, Lerkendal Stadion              | 3º posto in Toppserien  |
| Røa          | Oslo       | Røa Kunstgress                               | 8º posto in Toppserien  |
| Stabæk       | Bærum      | Nadderud Stadion                             | 4º posto in Toppserien  |
| Vålerenga    | Oslo       | Intility Arena                               | 2º posto in Toppserien  |

## Classifica finale
|  | Pos. | Squadra        | Pt | G  | V  | N | P  | GF | GS | DR  |
|  | ---- | -------------- | -- | -- | -- | - | -- | -- | -- | --- |
|  | 1.   | Vålerenga      | 59 | 27 | 17 | 8 | 2  | 68 | 28 | +40 |
|  | 2.   | Rosenborg (-1) | 58 | 27 | 18 | 5 | 4  | 57 | 15 | +42 |
|  | 3.   | LSK Kvinner    | 55 | 27 | 16 | 7 | 4  | 44 | 21 | +23 |
|  | 4.   | Brann          | 46 | 27 | 13 | 7 | 7  | 52 | 30 | +22 |
|  | 5.   | Stabæk         | 37 | 27 | 10 | 7 | 10 | 41 | 43 | -2  |
|  | 6.   | Lyn            | 28 | 27 | 7  | 7 | 13 | 33 | 44 | -11 |
|  | 7.   | Røa            | 27 | 27 | 6  | 9 | 12 | 33 | 43 | -10 |
|  | 8.   | Åsane          | 25 | 27 | 7  | 4 | 16 | 29 | 50 | -21 |
|  | 9.   | Avaldsnes      | 21 | 27 | 5  | 6 | 16 | 18 | 63 | -45 |
|  | 10.  | Arna-Bjørnar   | 16 | 27 | 4  | 4 | 19 | 32 | 70 | -38 |

Legenda:
      Campione di Norvegia e ammessa alla UEFA Women's Champions League 2024-2025.
      Ammessa alla UEFA Women's Champions League 2024-2025.
      Retrocessa in 1. divisjon 2024.
Regolamento:
Tre punti a vittoria, uno a pareggio, zero a sconfitta.
In caso di arrivo di due o più squadre a pari punti, la graduatoria finale verrà stilata secondo la classifica avulsa tra le squadre interessate che prevede, in ordine, i seguenti criteri:
- Punti negli scontri diretti
- Differenza reti negli scontri diretti
- Differenza reti generale
- Reti realizzate in generale
- Sorteggio

Note:
Il Rosenborg ha scontato 1 punto di penalizzazione.
L'Avaldsnes non ha ricevuto una licenza Toppserien per la stagione 2024. Pertanto, l'Arna-Bjørnar è stato riammesso.

## Risultati

### Tabellone 1ª-18ª giornata
|              | Arn  | Åsa  | Ava  | Bra  | LSK  | Lyn  | Røa  | Ros  | Sta  | Vål  |
| ------------ | ---- | ---- | ---- | ---- | ---- | ---- | ---- | ---- | ---- | ---- |
| Arna-Bjørnar | ---- | 1-1  | 2-3  | 2-3  | 0-1  | 1-3  | 1-1  | 0-1  | 4-2  | 1-4  |
| Åsane        | 2-0  | ---- | 5-1  | 0-2  | 0-3  | 4-0  | 0-4  | 0-3  | 1-3  | 1-4  |
| Avaldsnes    | 2-4  | 0-1  | ---- | 0-0  | 1-0  | 2-1  | 0-0  | 1-1  | 0-0  | 1-1  |
| Brann        | 1-2  | 3-2  | 3-0  | ---- | 0-2  | 1-0  | 5-2  | 1-4  | 0-0  | 2-3  |
| LSK Kvinner  | 3-0  | 3-1  | 4-0  | 0-0  | ---- | 2-0  | 1-1  | 1-2  | 3-2  | 2-0  |
| Lyn          | 2-2  | 1-1  | 6-0  | 2-0  | 0-1  | ---- | 1-0  | 2-0  | 0-2  | 0-2  |
| Røa          | 4-1  | 1-3  | 2-1  | 2-1  | 0-1  | 1-0  | ---- | 0-3  | 1-1  | 3-3  |
| Rosenborg    | 4-0  | 2-0  | 6-0  | 2-0  | 0-1  | 3-0  | 1-0  | ---- | 3-0  | 0-0  |
| Stabæk       | 5-1  | 1-0  | 1-0  | 1-3  | 0-0  | 2-1  | 2-2  | 1-5  | ---- | 0-2  |
| Vålerenga    | 5-0  | 5-1  | 4-0  | 1-1  | 4-1  | 4-0  | 2-1  | 3-1  | 4-1  | ---- |

### Tabellone 19ª-27ª giornata
|              | Arn  | Åsa  | Ava  | Bra  | LSK  | Lyn  | Røa  | Ros  | Sta  | Vål  |
| ------------ | ---- | ---- | ---- | ---- | ---- | ---- | ---- | ---- | ---- | ---- |
| Arna-Bjørnar | ---- | ---- | ---- | 0-4  | 0-3  | 2-2  | 3-0  | ---- | ---- | ---- |
| Åsane        | 2-1  | ---- | ---- | 0-1  | ---- | 1-1  | ---- | ---- | ---- | 1-1  |
| Avaldsnes    | 3-2  | 1-2  | ---- | 0-8  | ---- | ---- | 1-0  | ---- | ---- | ---- |
| Brann        | ---- | ---- | ---- | ---- | 2-2  | ---- | 0-0  | 2-0  | 4-0  | ---- |
| LSK Kvinner  | ---- | 2-0  | 1-0  | ---- | ---- | 1-1  | ---- | 1-1  | ---- | ---- |
| Lyn          | ---- | ---- | 2-0  | 3-2  | ---- | ---- | ---- | 0-2  | 1-1  | 0-3  |
| Røa          | ---- | 2-0  | ---- | ---- | 0-1  | 2-2  | ---- | 0-3  | ---- | ---- |
| Rosenborg    | 4-0  | 1-0  | 1-1  | ---- | ---- | ---- | ---- | ---- | 1-1  | 3-0  |
| Stabæk       | 1-0  | 3-0  | 5-0  | ---- | 1-2  | ---- | 4-2  | ---- | ---- | ---- |
| Vålerenga    | 4-2  | ---- | 1-0  | 1-1  | 2-2  | ---- | ---- | ---- | 3-1  | ---- |

## Play-off promozione-retrocessione
Al play-off sono state ammesse la nona classificata in Toppserien, l'Avaldsnes, e la seconda classificata in 1. divisjon, il Tromsø.
|           | Risultati |           | Luogo e data             |
| --------- | --------- | --------- | ------------------------ |
| Tromsø    | 0 - 2     | Avaldsnes | Tromsø, 22 novembre 2023 |
| Avaldsnes | 1 - 2     | Tromsø    | Karmøy, 26 novembre 2023 |

## Statistiche

### Classifica marcatrici
Fonte: sito della federazione norvegese.
| Gol | Rigori |  | Giocatore               | Squadra                           |
| --- | ------ |  | ----------------------- | --------------------------------- |
| 13  | 1      |  | Anna Nerland Aahjem     | Lyn                               |
| 13  | 1      |  | Olaug Tvedten           | Vålerenga                         |
| 12  |        |  | Karina Sævik            | Vålerenga                         |
| 11  | 1      |  | Marit Bratberg Lund     | Brann                             |
| 9   | 2      |  | Julie Elise Hoff Klæboe | Røa                               |
| 8   | 6      |  | Mimmi Löfwenius         | LSK Kvinner (6), Vålerenga (2)    |
| 8   | 3      |  | Emma Stølen Godø        | LSK Kvinner                       |
| 8   | 3      |  | Miljana Ivanović        | Arna-Bjørnar (7), LSK Kvinner (3) |
| 8   |        |  | Anna Langås Jøsendal    | Rosenborg                         |
| 8   |        |  | Melissa Bjånesøy        | Stabæk                            |